# Blazia
Blazia este un gen de molii din familia Lymantriinae.